# تيكينو
التيكينو ؛ هو عبارة عن عصا جبن مطبوخ مقلي أو رمح من عجينة الخبز مع كعكة بلانكو (الجبن الأبيض) في الوجبة المتوسطة والشعبية في فنزويلا. يتشكل بعملية الخبز، ثم عادة ما يقلي في الزيت لمدة 6 دقائق في 400 درجة فهرنهايت (204 درجة مئوية). في بعض الأحيان يتم خبز التيكينو بالفرن بدلاً من القلي. ويمكن تناوله كوجبة للإفطار، ويتم تقديمه كطبق
```
ابتدائي أو كطبق جانبي، أو يتم تناوله كوجبة خفيفة في الحفلات العادية وحفلات الزفاف. 
تحظى التيكينو بشعبية في معظم بلدان أمريكا اللاتينية (ولا سيما فنزويلا) ويمكن شراؤها في معظم محلات البقالة.
```

هناك تيكينوس من أحجام مختلفة ومع حشوات أخرى من الجبن مثل بوكاديلو (حلوى الجوافة) نموذجي في فنزويلا وكولومبيا وباناما. في فنزويلا، تطورت تيكينيو أكثر وأكثر، والآن من الممكن تذوقها بالشيكولاتة في الوسط، من بين النكهات الأخرى أو المصنوعة من البلاتانو أو الكسافا بدلًا من دقيق القمح.

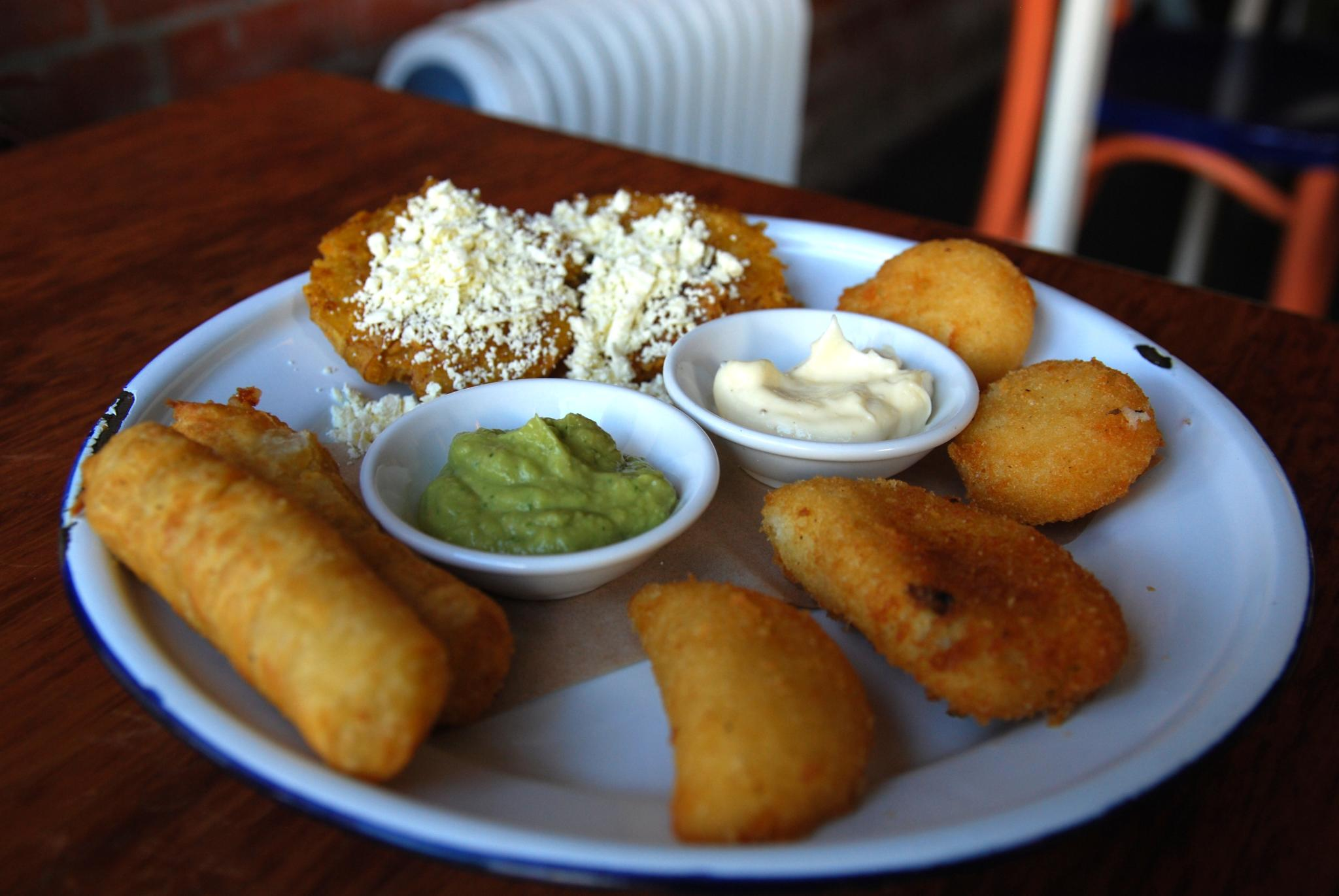
طبق البداية الفنزويلية ، تيكنيوس في مقدمة اليسار

نشأت التيكينوس في فنزويلا. هناك العديد من النظريات والأساطير حول أصل اسم تيكينو، أحدها أنه تم تسميتها باسم لوس تيكيوس بعد أن اخترع في مطبخ إحدى العائلات الغنية التي تعيش هناك. وهناك نظرية أخرى تقول إنها نشأت في عاصمة فنزويلا، كاراكاس، خلال القرن التاسع عشر.
يمكن العثور على العديد من الوصفات المختلفة للتيكينو على الإنترنت. حيث تصنعبأنواع مختلفة من الجبن، على الرغم من أن الجبن الأبيض المالح هو الأكثر شعبية. وقد أصبحت التيكينوس تحظى بشعبية كبيرة في أمريكا اللاتينية بسبب سهولة القيام بها.
يستخدم لصنع التيكينوس البيروية عجين الوانتان ويمكن أن يكون حشوات أخرى من الجبن، مثل لحم الخنزير. وغالبا ما تؤكل مع الحبوبا (طبق من الأفوكادو الممزوج مع البصل المفروم والطماطم والفلفل الحار والتوابل) 